# Чушмелия
 Тази статия е за селото в Одеска област.  За селото в Запорожка област вижте Чушмелий.  
Чушмелия, Чешмеваруита или Криничне (на украински: Криничне; на румънски: Cişmeaua Varuită, Чишмяуа Варуита; на руски: Криничное) е село в Болградски район, Одеска област, Украйна. Землището му е с площ от 5.02 км2. Населението на селото през 2001 година е 4348 души, преобладаваща част от жителите са българи.

## География
Селото се намира в най-южните части на Болградски район и географски лежи между градовете Болград и Измаил. На запад от селото се намира езерото Ялпуг (Карасулак).

## История
През 1812 година български преселници основават село Чешмелий или Чешмели. По-късно (до 40-те години на 20 век) селото носи названието Чешма-Варуита, което означава „Варосана чешма“, от думи „вар“ и „чешма“, т.е. обградено с камък и варосано място. Днешното название на селото произлиза от украинската дума „криниця“ – кладенец.
След поражението на Русия в Кримската война селото става част от Молдова. През 1861 година част от жителите му се изселват в Таврическа губерния, където основават селата Богдановка и Чушмелий.
През 1880 година на територията на селото започва да работи първото училище (мъжко и женско поотделно, във всяко има по един клас и се намират в частни къщи). През 1936 година е построена църквата „Св. Георги“.

## Население
| Година | Население |
| ------ | --------- |
| 1930   | 4531      |
| 1940   | 5180      |
| 2025   | 3743      |

Населението на селото през 2001 година е 4348 души, преобладаваща част от жителите са българи.

### Езици
Численост и дял на населението по роден език, според преброяването на населението през 2001 г.:
| Роден език      | Численост | Дял (в %) |
| Общо            | 4348      | 100.00    |
| Български       | 4056      | 93.28     |
| Руски           | 143       | 3.28      |
| Украински       | 69        | 1.58      |
| Молдовски       | 30        | 0.68      |
| Цигански        | 18        | 0.41      |
| Гагаузки        | 13        | 0.29      |
| Арменски        | 2         | 0.04      |
| Немски          | 2         | 0.04      |
| Беларуски       | 1         | 0.02      |
| Кримскотатарски | 1         | 0.02      |
| Други           | 13        | 0.29      |

## Личности

### Родени в Чушмелия
- Георги Василев Агура (1853 – 1915), български военен деец и юрист
- Димитър Димитров Агура (1849 – 1911), български учен, историк
- Лазар Маринов (1871 – 1921), български военен юрист, полковник, председател на Пловдивския военен съд.[4]
- Иван Минков (2001 или 2002 – 26 февруари 2022), бесарабски българин, загинал в боевете за защитата на Чернихив от руското нападение над Украйна.[5][6][7]